# Phenacohelix perplexa
Phenacohelix perplexa är en snäckart som först beskrevs av R. Murdoch 1897.  Phenacohelix perplexa ingår i släktet Phenacohelix och familjen Charopidae. Inga underarter finns listade i Catalogue of Life.